# Dong Biwu
Dong Biwu (in cinese 董必武; Huanggang, 5 marzo 1886 – Pechino, 2 aprile 1975) è stato un politico cinese.

## Biografia
Fu un importante esponente del Partito Comunista Cinese sotto il regime di Mao Zedong.
Dal 1954 al 1959 fu presidente della Corte suprema del popolo.
Dal marzo 1955 all'aprile 1968 ricoprì il ruolo di segretario della Commissione centrale d'ispezione per la disciplina.
Dall'ottobre 1968 al gennaio 1975 fu Presidente della Repubblica Popolare Cinese facente funzioni.
Dall'aprile 1959 al gennaio 1975 fu vicepresidente della Repubblica Popolare Cinese, guidata da Liu Shaoqi prima e da Soong Ching-ling poi.